# Pjotr Timofejevič Haritonov
Pjotr Timofejevič Haritonov (rusko Пётр Тимофе́евич Харито́нов), sovjetski (ruski) vojaški lovski pilot, častnik, komunist, komsomolec, letalski as, in heroj Sovjetske zveze, * 16. december 1916, vas Knjaževo, Ruski imperij (danes Moršanski rajon, Tambovska oblast, Rusija), † 1. februar 1987.
Haritonov je v svoji vojaški službi sestrelil 14 sovražnikovih letal.

## Življenje
Haritonov izvira iz kmečke družine. Končal je srednjo šolo. Po zaključku pedagoških tečajev, je bil učitelj v šoli № 12 v Ulan-Udeju, glavnem mestu današnje Burjatije.
Leta 1938 je vstopil v Rdečo armado, nakar se je vpisal v Batajsko vojaško letalsko pilotsko šolo Serova, ki jo je končal leta 1940.
Ob začetku velike domovinske vojne je bil pripadnik 158. lovskega letalskega polka (39. lovska letalska divizija, Severna fronta).
28. junija 1941 se je namerno zaletel v nemški bombnik Junkers Ju-88 in ga tako sklatil; za to dejanje je bil odlikovan z redom heroja Sovjetske zveze. Svojo letalsko pot je nadaljeval do septembra istega leta, ko je bil težko ranjen in poslan na rehabilitacijo. 8. junija 1944 so ga proglasili za heroja Sovjetske zveze.
V aktivno službo se je vrnil šele leta 1944, a so ga premestili k zračni obrambi.
Po drugi svetovni vojni se je vrnil v vojno letalstvo. Leta 1953 je končal še vojnoletalsko akademijo in postal namestnik poveljnika divizije.
Leta 1955 se je kot polkovnik upokojil. Živel je v Donecku in delal v štabu Civilne obrambe mesta.

## Odlikovanja
- heroj Sovjetske zveze
- red Lenina (2×)
- red rdeče zvezde
- red domovinske vojne 1. razreda